# Jamal Alioui
Jamal Alitoui (arabiska: جمال عليوي), född 2 juni 1982 i Saint-Étienne i Frankrike, är en marockansk före detta fotbollsspelare som spelade som försvarare. Han spelade under sin karriär för bland annat italienska FC Crotone, AC Perugia och franska FC Metz.
Han var kapten för Marocko vid sommar-OS 2004 när de åkte ut i första rundan efter att ha slutat på tredje plats i grupp D, bakom vinnarna Irak och tvåorna Costa Rica.